# Brian Setzer
Brian Robert Setzer (Massapequa, 10 aprile 1959) è un chitarrista, cantante, compositore e produttore discografico statunitense.
Setzer ha raggiunto fama internazionale come cantante e chitarrista del gruppo rockabilly Stray Cats, dei quali è cofondatore e principale autore.
È anche noto per le sue qualità come chitarrista e per le sue doti di compositore, oltre che per l'influenza esercitata nel revival del rockabilly negli anni '80.
Parallelamente alla sua permanenza negli Stray Cats, Brian ha anche fondato una big band di genere swing e rock and roll dal nome The Brian Setzer Orchestra; inoltre nel 1986 ha intrapreso anche una carriera solista ottenendo un discreto successo commerciale.
In totale, l’artista ha venduto circa 15 milioni di dischi in tutto il mondo.

## Biografia
Il suo primo strumento, a otto anni, è stato l'eufonio; ha suonato poi il basso tuba fino all'età di dieci anni. Iniziò da adolescente ad avere un sogno: formare una band di strumenti a fiato, ma presto venne catturato dalla musica punk.
Inizialmente, come chitarrista e compositore, egli si ispirò alle band blues rock come i Led Zeppelin, sebbene già da adolescente si recasse in treno a New York per entrare nei jazz club come il Village Vanguard e il Village Gate. Dopo aver visto una performance dei Mel Lewis Orchestra, decise di creare una propria band rock and roll.
Brian fece parte anche della band new wave Bloodless Pharaohs con i quali incise qualche singolo prima di uscirne nel 1979.
Nel 1979, Setzer formò la sua band di rockabilly, gli Stray Cats (inizialmente Tom Cats). La formazione era composta da Brian alla chitarra e voce, Slim Jim Phantom alla batteria e Lee Rocker al contrabbasso. Gli Stray Cats dovettero emigrare in Inghilterra per ottenere successo, che arrivò con un contratto con la Arista Records pubblicando l'album Stray Cats uscito nel 1981, al cui interno si trovano due brani arrivati in Top Ten: Rock This Town (#9) e Stray Cat Strut (#3).
Un secondo album arrivò alla fine dello stesso anno (Gonna Ball) ma non ottenne il successo sperato. Sconfortati da ciò, i tre tornarono in America e pubblicarono Built for Speed, una raccolta di brani tratti dai primi due dischi inglesi con l'inedito Built for Speed. Con questo disco esplosero in tutto il mondo.
Nel 1983 pubblicarono Rant n' Rave With The Stray Cats, album che li confermò al vertice delle classifiche di vendita grazie ai singoli (She's) Sexy and 17 e la ballata I Won't stand in Your Way.
Nel 1984 si sciolsero riformandosi nel 1986 e pubblicando l'album Rock Therapy. Si risciolsero di nuovo e si riformarono nel 1989 pubblicando gli album Blast Off (89), Let's go Faster (90), Choo Choo Hot Fish (92) e infine Original Cool nel 1993. A questo punto la band si scioglierà per riapparire nel 2004 con un nuovo tour europeo per celebrare i primi 25 anni dalla fondazione, pubblicando il live Rumble in Brixton.
Negli anni novanta, Setzer sentì un richiamo verso lo swing e la musica da big band, quando formò The Brian Setzer Orchestra. La band ha pubblicato 8 album e due DVD live.
Negli anni duemila, Setzer ha ricevuto tre Grammy Awards (Best Pop Performance Duo/Group per Jump Jive An' Wail, originariamente scritta da Louis Prima, e due award per la Best Pop Instrumental Performance per Sleepwalk e Caravan). Nel dicembre del 2006 ha ricevuto la sua settima nomination al Grammy per la sua versione di My Favorite Things, ancora nella categoria Best Pop Instrumental Performance.
Brian Setzer ha anche registrato alcuni album da solista durante la rottura con gli Stray Cats negli anni ottanta assieme ad altri pubblicati negli anni novanta. Nel 2001 ha pubblicato un album intitolato Ignition con la sua band '68 Comeback Special. Il 26 luglio 2005 ha pubblicato negli Stati Uniti un album tributo intitolato Rockabilly Riot Vol. 1: A Tribute To Sun Records. Pubblicò un nuovo album,13, nel 2006 e in seguito svariati live (Red Hot & Live accreditato a Brian Setzer & The Nashvillains nel 2007), un nuovo album in studio con l'orchestra (Songs from lonely Avenue nel 2009), un album strumentale (Setzer goes Instru-mental nel 2011) e un altro album a suo nome (Rockabilly Riot! All Original nel 2014) dalla cui tournée verrà pubblicato il live Rockabilly Riot! Osaka Rocka nel 2016.
Brian recentemente si è spostato dalla California del Sud a Minneapolis, Minnesota, con sua moglie Julie (cantante della band Dustbunnies), con la quale Setzer si incontrò dopo un'audizione (dove fu respinta) per entrare a far parte della Brian Setzer Orchestra come corista nel 2000. Si sono sposati a Palm Springs, California, nell'estate del 2005. Brian continua a svolgere tour negli Stati Uniti e oltreoceano con la The Brian Setzer Orchestra.
Nel 2002 Setzer ha partecipato a un episodio della famosa serie animata I Simpson doppiando il personaggio di se stesso che all'interno della puntata era un "tutor di rock" all'interno del "Rock And Roll Fantasy Camp" insieme ad altre cinque rockstar: Mick Jagger, Keith Richards, Elvis Costello, Tom Petty e Lenny Kravitz. Il compito di Brian era dare lezioni di chitarra a Homer Simpson e ai suoi compagni. Celebre è la battuta di Setzer durante la prima lezione: Iniziamo con le basi della tecnica... Suonare una chitarra in fiamme con i denti!.

## Stile musicale
Brian Setzer è considerato uno dei migliori chitarristi rock della storia, caratteristica spesso sottovalutata dalla critica ma elogiata da altri colleghi musicisti come Joe Bonamassa e diversi altri. Il suo stile chitarristico è caratterizzato da una grande padronanza tecnica della tastiera unita ad un forte senso ritmico e ad una eccezionale velocità di esecuzione.
Nella sua carriera ha sempre sperimentato stili diversi ricevendo spesso il plauso dalla critica specializzata, gli stili che ha sperimentato sono, tra gli altri, il rockabilly, il rock and roll, lo swing, il blues ed il punk.
Negli anni Setzer ha collaborato con un gran numero di artisti di rilevanza internazionale come Carl Perkins, Jeff Beck, Robert Plant e molti altri.

## Discografia

### Stray Cats
- Stray Cats (1981)
- Gonna Ball (1981)
- Built For Speed (1982)
- Rant N' Rave With The Stray Cats (1983)
- Rock Therapy (1986)
- Blast Off! (1989)
- Let's Go Faster! (1990)
- Choo Choo Hot Fish (1992)
- Original Cool (1993)
- Rumble in Brixton (2004)
- 40 (2019)

### Brian Setzer Orchestra
- The Brian Setzer Orchestra (1994)
- Guitar Slinger (1996)
- The Dirty Boogie (1998)
- Vavoom! (2000)
- Boogie Woogie Christmas (2002)
- Jump, Jive an' Wail - The Very Best of the Brian Setzer Orchestra (2003)
- The Ultimate Collection Live (2004)
- Dig That Crazy Christmas (2005)
- Wolfgang's Big Night Out (2007)
- The Best Of Collection - Christmas Rocks! (2008)
- Ultimate Christmas Collection (2008)
- Songs from Lonely Avenue (2009)
- Don't Mess With A Band (live) (2010)
- It's gonna rock... 'cause that's what i do (live) (2010)
- Christmas Comes Alive (2010)
- Rockin' Rudolph (2015)

### Solista

#### Studio
- The Knife Feels Like Justice (EMI, 1986)
- Live Nude Guitars (EMI, 1988)
- Rockin' by Myself (InsideOut, 1993)
- Ignition! (Surfdog, 2001)
- Nitro Burnin' Funny Daddy (Surfdog, 2003)
- Rockabilly Riot Vol. 1: A Tribute to Sun Records (Surfdog, 2005)
- 13 (Surfdog, 2006)
- Setzer Goes Instru-Mental! (Surfdog, 2011)
- Rockabilly Riot! All Original (Surfdog, 2014)
- Gotta Have the Rumble (Surfdog, 2021)
- The Devil Always Collects (Surfdog, 2023)

#### Live (parziale)
- Red Hot & Live (Surfdog, 2007)
- Rockabilly Riot! Live from the Planet (Surfdog, 2012)

### Apparizioni
- 1985 - assolo sul brano Be Chrool to Your Scuel, contenuto nell'album dei Twisted Sister Come Out and Play
- 1993 - suona la chitarra sul brano I Can't Be Satisfied, contenuto nell'album di Paul Rodgers Muddy Water Blues: A Tribute To Muddy Waters
- 1997 - M.O.M., Vol. 2: Music for Our Mother Ocean
- 1999 - suona la chitarra sul brano Crime Don't Pay, contenuto nell'album di Mike Ness Cheating at Solitaire

## Filmografia
- La Bamba (1987)
- La grande promessa (The Great White Hype) (1996)
- La tata (The Nanny) - serie TV, episodio 5x03 (1997)
- The Country Bears - I favolorsi (The Country Bears) (2002)
- I Simpson - Come ho passato la mia vacanza a strimpellare (How I Spent My Strummer Vacation) (2002-2003)
- Beverly Hills 90210 - serie TV, episodio 9x10 (1998)

## DVD Live
- Brian Setzer - The Guitar of Brian Setzer (1992) video didattico della Hot Licks Series
- Brian Setzer Orchestra live In Japan (2001)
- Rumble In Brixton (2004)
- Brian Setzer Orchestra Live: Christmas Extravaganza (2005)
- Brian Setzer Orchestra: One Rockin' Night ('95) (2007)
- Brian Setzer Orchestra:It's gonna rock... 'cause that's what i do-Live in Montreal Jazz Festival (2010)
- Rockabilly Riot! Osaka Rocka Live in Japan (2016)